# 23e groupe de reconnaissance de division d'infanterie

Le 23e groupe de reconnaissance de division d'infanterie (23e GRDI) est une unité française créée en 1939 rattachée à la 31e division d'infanterie alpine.

## Historique du23eGRDI

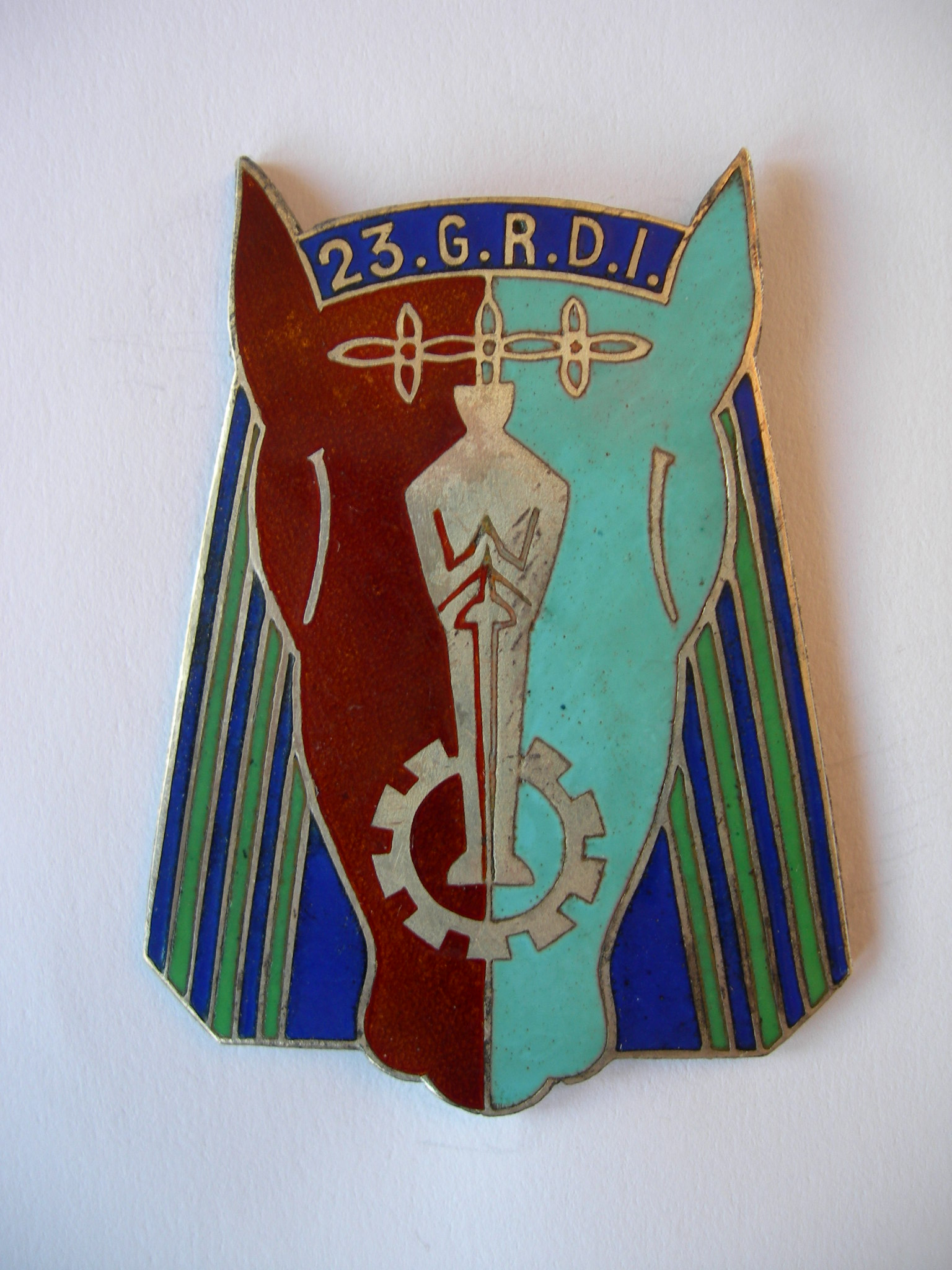
insigne du 23e GRDI (collection Salle d'honneur 2e Hussards)

Le 23e GRDI est formé en 1939 par le 2e régiment de hussards (régiment d'active), le C.M.C 16 de Carcassonne (Pezens) et le C.M.C 18 de Tarbes. Il est rattaché à la 31e division d'infanterie alpine (général Ilher, puis à partir du 17 mai 1940, général Vauthier) 
Les détachements formés à Tarbes (EM et 1e escadron) et à Pezens (2e et 3 escadron et EHR) se concentrent à Pierrelatte, dans la Drôme avant d'être affecté initialement au front des Alpes  ; il reste jusqu’à la fin de septembre à Roche-des-Arnauds (Hautes Alpes). Il s’embarque alors à Gap le 28 septembre, à destination de la région de Belfort et passe l’hiver dans le secteur de Wolschwiller-Ferrette avec le 13e Corps d’Armée. Il a participé aux combats dans le secteur de la Basse-Alsace et Lorraine entre novembre 1939 et février 1940.  Il quittera la Haute Alsace le 22 février 1940 pour le secteur de Rohrbach, en Lorraine, tenant les avant-postes à Waldhausen et Gendesberg. Un cavalier est tué pendant un bombardement dès le 9 mars. Du 10 au 14 mars, les avant-postes à Breidenbach sont attaqués par les allemands, mais ces derniers sont obligés de se retirer avec de fortes pertes.  Les bombardements du 1er et du 2 avril entrainent la mort d'un brigadier chef et d'un officier et d'un maréchal des logis blessés.  Le 23e GRDI subit une forte attaque d'infanterie dès le 11 mai et perd un maréchal des logis et un brigadier-chef du 2e escadron.  
A la fin du mois de mai, la 31e D.I. est relevée et envoyée dans la Somme. Le G.R.D.I. 23, éléments hippomobiles par voie ferrée, éléments motorisés par la route, vient à nouveau se regrouper à Marseille-en-Beauvaisis, d’où il gagne la région de Blangy, afin d’y barrer la ligne de la Bresle et du Liger. Il combat ensuite en Seine-Maritime sur la Bresle du 4 au 12 juin mais aussi au bois d'Omonville le 10 juin, à Saint-Laurent-de-Brèvedent,. 
Le 12 juin, le 23e GRDI protège le rembarquement de quelques unités anglaises et françaises sur la plage de Veules-les-Roses. Lorsqu'il se repliera pour embarquer à son tour, les bateaux seront partis et les survivants de l'unité seront faits prisonniers.  
Sur la période du 5 mars au 12 juin, le 23e GRDI a eu 48 morts et une centaine de blessés.
Pour son comportement, il sera cité à l'ordre de l'armée et sera décoré de la Croix de guerre 1939-1945 avec palme. 
Le 7e escadron "Blangy" du 2e régiment de Hussards, est l'escadron porteur des traditions du 23e GRDI

## Ordre de bataille
- EM du GRDI (formé à Tarbes) : Commandant : chef d'escadrons de réserve Halna du Fretay[1]
- adjoint : capitaine de réserve Pissavy[1]
- officier de renseignement lieutenant de réserve Gassie
- officier de transmission : sous-lieutenant de réserve Mérigot
- officier de détail ; lieutenant de réserve Alvarez

Escadron Hors rang formé à Pezens : capitaine Paranque (réserve)
Service auto : capitaine Arribal (réserve)
Approvisionnement : lieutenant Marx Fevrier (réserve)
Service de santé : médecin-chef Peguret (réserve), médecin lieutenant Deumier (réserve), dentiste lieutenant Delpech (réserve)
Escadron Hippomobile (1e escadron) formé à Tarbes : capitaine Hullo (2e Hussards Active), puis à partir du 21 mars 1940 lieutenant Darizcuren, puis après le 6 mai 1940 capitaine Schmidt venant du CMC n° 18
Lieutenant en premier :  lieutenant Darizcuren (2e Hussards Active)
     Groupe mixte Hippo : sous-lieutenant Blazy (2e Hussards, en situation d’activité)
·     Peloton hippo : adjudant-chef Vidal (2e Hussards Active)
·     Peloton hippo : adjudant Richard (2e Hussards Active), adjudant-chef en février 1940
·     Peloton hippo : maréchal des logis d’Ariste (réserve), lieutenant Noël
·     Groupement canon 25 : maréchal des logis-chef Gosset (2e Hussards Active) puis à partir du 15 février 1940, lieutenant de Lassence (réserve)
·     Peloton motos : maréchal des logis-chef Pronier (2e Hussards Active)
·     Service vétérinaire : aspirant-vétérinaire Fradet (en service actif à la remonte de Tarbes)
Escadron Motocycliste (2e escadron) formé à Pezens : capitaine Catenne (A. PMS de Montpellier) 
Chef de peloton : lieutenant de réserve Rives
Chef de peloton : lieutenant de réserve de Rovira
Chef de peloton : sous-lieutenant de réserve Brieu
Chef de peloton : adjudant Ronier (mis sur pied seulement en février 1940)
Escadron de mitrailleuses et de Canons de 25 antichar (3e escadron) formé à Pezens : capitaine Paris (12e GRM de Lodève) 
Peloton de mitrailleuses : lieutenant de réserve Noël
Peloton de mitrailleuses : sous-lieutenant de réserve Bertrand
Peloton canon de 25 : lieutenant de réserve Guibal